# وسام الثورة الفلسطينية
وسام الثورة الفلسطينية أو وسام درع الثورة الفلسطينية هو أول وسام فلسطيني يتم إنشائه، وهو أرفع وسام فلسطيني في ذلك الوقت، حيث كان أعلى وسام فلسطيني حينها.

## التاريخ
أنشأت منظمة التحرير الفلسطينية وسام الثورة الفلسطينية كأول وأعلى وسام فلسطيني، وقد منحه رئيس المنظمة ياسر عرفات في السبعينات والثمانينات للشخصيات البارزة الداعمة للقضية الفلسطينية وكبار السياسيين.

## أبرز الحائزين على الوسام
- 1980: عبد الكريم الكرمي، شاعر فلسطيني.[5][3][4]
- 1981: محمود درويش، شاعر فلسطيني.[6]
- سعد الله ونوس، مسرحي سوري.[7]
- عبد الرحمن منيف، أديب سعودي.[7]
- صلاح بدر الدين، سياسي كردي.[1][2]
- محمد رفيق الكردي، سياسي مصري.[8]